# Clyde McPhatter
Clyde McPhatter (Durham, Carolina del Norte, 15 de noviembre de 1932 - 13 de junio de 1972) fue un cantante afroamericano de doo wop y de  R&B, quizá el más imitado a nivel mundial durante los años 50 y 60, lo que le convirtió en una figura clave en la formación de esos géneros musicales. McPhatter fue, desde su adolescencia, el tenor principal del grupo de góspel y más tarde el tenor principal en Billy Ward and His Dominoes. Tras su trabajo con los Dominoes, formó su propio grupo llamado The Drifters antes de comenzar su carrera en solitario, dejando un total de 22 años de grabaciones.

## Legado y honores
- En 1987 fue nominado póstumamente al Salón de la Fama del Rock and Roll.
- Está nominado por su labor pionera, en el Salón de la Fama del Rockabilly
- La formación original de los Drifters fue nominada en el Salón de la Fama de los Grupos Vocales en 1998.
- El United States Postal Service creó un sello en su honor en 1993.
- La canción "Money Honey" (1953) fue nominada en la lista del Salón de la Fama de los Premios Grammy en 1999.

## Sencillos
| Título                                                          | Peak Pop Billboard ranking | Peak R&B Billboard ranking | Año  | Sello    |
| --------------------------------------------------------------- | -------------------------- | -------------------------- | ---- | -------- |
| Money Honey (with The Drifters)                                 | -                          | 1                          | 1953 | Atlantic |
| Such a Night / Lucille (with The Drifters)                      | -                          | 5                          | 1954 | Atlantic |
| Honey Love (with The Drifters)                                  | 21                         | 1                          |      | Atlantic |
| Someday (You'll Want Me To Want You) (with The Drifters)        | -                          | -                          |      | Atlantic |
| White Christmas (with The Drifters)                             | 80                         | 2                          |      |          |
| Love Has Joined Us Together /I Gotta Have You (with Ruth Brown) | -                          | 8                          | 1955 |          |
| Seven Days                                                      | 44                         | 2                          | 1956 |          |
| Treasure of Love                                                | 16                         | 1                          |      |          |
| Without Love (There Is Nothing)/I make Believe                  | 19                         | 4                          | 1957 |          |
| Just to Hold My Hand                                            | 26                         | 6                          | 1957 |          |
| Thirty Days                                                     | -                          | -                          | 1957 |          |
| Long Lonely Nights                                              | 49                         | 1                          | 1957 |          |
| Rock and Cry                                                    | 93                         | -                          | 1957 |          |
| Come What May                                                   | 43                         | 3                          | 1958 |          |
| Lover Please                                                    | 32                         | 4                          | 1958 |          |
| A Lover's Question                                              | 6                          | 1                          | 1958 |          |
| Lovey Dovey                                                     | 49                         | 12                         | 1959 | Atlantic |
| I Told Myself a Lie                                             | 70                         |                            | 1959 | MGM      |
| Since You've Been Gone                                          | 39                         | 14                         | 1959 | Atlantic |
| Twice As Nice                                                   | 91                         |                            | 1959 | MGM      |
| You Went Back on Your Word                                      | 72                         | 13                         | 1959 | Atlantic |
| Let's Try Again                                                 | 48                         | 13                         | 1959 | MGM      |
| Just Give Me a Ring                                             | 96                         |                            | 1960 | Atlantic |
| Deep Sea Ball / Let the Boogie-Woogie Roll                      | -                          | -                          | 1960 | Atlantic |
| Think Me a Kiss                                                 | 66                         |                            | 1960 | MGM      |
| Ta Ta (Just Like a Baby)                                        | 23                         | 7                          | 1960 | Mercury  |
| This Is Not Goodbye / One Right After Another                   | -                          | -                          | 1960 | MGM      |
| Tomorrow Is a-Comin                                             | 103                        | -                          | 1961 | Mercury  |
| I'll Love You Til the Cows Come Home                            | 110                        | -                          | 1961 |          |
| A Whole Heap of Love                                            | -                          | -                          | 1961 |          |
| I Never Knew                                                    | 56                         | 17                         | 1961 |          |
| Same Time Same Place                                            | -                          | -                          | 1961 |          |
| Lover Please                                                    | 7                          | -                          | 1962 |          |
| Little Bitty Pretty One                                         | 25                         | -                          | 1962 |          |
| Maybe / I Do Believe                                            | -                          | -                          | 1962 |          |
| The Best Man Cried                                              | 118                        | -                          | 1962 |          |
| From One To One                                                 | 127                        | -                          | 1963 |          |
| Deep In the Heart of Harlem                                     | 90                         | 90                         | 1963 |          |
| Second Window, Second Floor                                     | -                          | -                          | 1964 |          |
| Baby Baby / Lucille                                             | -                          | -                          | 1964 |          |
| Crying Won't Help You Now                                       | 117                        | 22                         | 1965 |          |
| A Shot of Rhythm and Blues / I'm Not Going to Work Today        | -                          | -                          | 1966 | Amy      |
| Sweet and Innocent / Lavender Lace                              | -                          | -                          | 1967 | Amy      |
| Baby You Got It                                                 | -                          | -                          | 1968 | Deram    |
| I'll Belong to You /Book of Memories                            | -                          | -                          | 1970 | Decca    |
| Why Can't We Get Together / Mixed Up Cup                        | -                          | -                          | 1970 | Decca    |

Ninguno de los álbumes que grabó apareció nunca en los charts.